# Армавирская епархия (РПЦ)
Армави́рская епархия — епархия Русской православной церкви, объединяющая приходы в восточной части Краснодарского края (в границах города Армавира, а также Гулькевичского, Курганинского, Лабинского, Мостовского, Новокубанского, Отрадненского, Успенского и Усть-Лабинского районов). Входит в состав Кубанской митрополии.

## История
Первые упоминания о существовании Армавирского викариатства Кубанской епархии относятся к середине 1921 года. Эту кафедру с самого начала её создания занимал епископ Симеон (Никольский). Как полагает историк Н. В. Кияшко, создание Армавирского викариатства стоит относить к периоду с апреля по август 1921 года, потому что в одном из документов сентября 1921 года оно уже называется «только что утвержденным».
После смерти епископа Симеона 27 июня 1922 года кафедра не замещалась.
26 ноября 1923 года епископ Ставропольский Иннокентий (Летяев) написал Патриарху Тихону рекомендацию о возведении протоиерея А. Дмитриевского во епископа Армавирского, викария Кубанской епархии. 12 декабря того же года Патриарх Тихон наложил резолюцию: «разрешается». Хиротония, однако, не состоялась.
С 26 февраля 1994 по 28 декабря 2000 год районы Армавирской епархии (кроме Усть-Лабинского), входили в состав Майкопской и Армавирской епархии.
12 марта 2013 года была возрождена как самостоятельная кафедра, будучи выделена из Екатеринодарской епархии, в границах восточных районов Краснодарского края. Одновременно была включена в состав новоучреждённой Кубанской митрополии.
Среди небесных покровителей Армавирской епархии: священномученики Михаил Лекторский, Иоанн Яковлев, Григорий Конокотин, Григорий Троицкий, Андрей Ковалев, Иоанн Пригоровский,Павел Ансимов, Иоанн Восторгов, Александр Флегинский, Николай Кандауров, Димитрий Легейдо; преподобномученики Иоанн (Лаба), Иларион (Цуриков).
4 мая 2017 года по представлению Екатеринодарской епархии решением Священного Синода под председательством Святейшего Патриарха был включен в состав Собора новомучеников и исповедников Церкви русской священномученик Михаил Лисицын, священник станицы Усть-Лабинской, убиенный 26 февраля (11 марта новый стиль) 1918 года. Материалы к прославлению священномученика долгие годы собирались членами Комиссии по канонизации святых Екатеринодарской епархии.
11 марта 2018 года, в день 100-летия мученического подвига священномученика Михаила Лисицына в Усть-Лабинске состоялись торжества, посвящённые святому, которые возглавил епископ Армавирский Игнатий. Торжества начались с литургии, совершенной в храме прп. Сергия Радонежского Усть-Лабинска, а затем продолжились праздничным молебном у памятного креста в городском парке.
В настоящее время комиссия по канонизации святых Армавирской епархии под руководством иеромонаха Антония (Малинского) занимается поиском и изучением биографических материалов многих других священнослужителей Кубани, пострадавших в 1918—1937 годах.
27 сентября 2018 года Армавирскую епархию с первосвятительским визитом посетил патриарх Московский и всея Руси Кирилл, который совершил литургию в Свято-Никольском кафедральном соборе и осмотрел Духовно-просветительский центр Армавирской епархии.

## Епископы
Армавирское викариатство Кубанской епархии
- Симеон (Никольский) (1921 — 27 июня 1922)

Армавирская епархия
- Исидор (Кириченко) (12 марта 2013 — 13 апреля 2014) в/у, митрополит Екатеринодарский
- Игнатий (Бузин) (13 апреля 2014 — 18 мая 2020)
- Герман (Камалов) (18 мая — 25 августа 2020) в/у, епископ Сочинский
- Василий (Кулаков) (25 августа 2020 — 27 декабря 2023), в/у с 27 декабря 2023 года по 21 июля 2024 года
- Савва (Лесных) (с 21 июля 2024 года)

## Благочиния
Епархия разделена на 9 церковных округов (по состоянию на октябрь 2022 года):
- Армавирское благочиние (город Армавир),
- Гулькевичское благочиние (город Гулькевичи),
- Курганинское благочиние (город Курганинск),
- Лабинское благочиние (город Лабинск),
- Мостовское благочиние (посёлок городского типа Мостовской),
- Новокубанское благочиние (город Новокубанск),
- Отрадненское благочиние (станица Отрадная),
- Успенское благочиние (село Успенское),
- Усть-Лабинское благочиние (город Усть-Лабинск).